# Agrostis elegans
Agrostis elegans é uma espécie de gramínea do gênero Agrostis, pertencente à família Poaceae.